# Plava banana
Plava banana (poznat i pod nazivom Europski megalopolis) je naziv koji je skupina francuskih geografa nadjenula najgušće naseljenom i gospodarski najrazvijenijem prostoru Europe, a odnosi se na granično područje Zapadne i Srednje Europe s visokim stupnjem urbanizacije i industrijalizacije. Taj se prostor često još naziva i »kralježnicom Europe«  ili »europskom gospodarskom jezgrom«. Proteže se od južne Engleske preko zemalja Beneluksa, sjeverne Francuske, zapadne Njemačka, cijele Švicarske, krajnjeg zapada Austrije do sjeverne Italije. 
Unutar »plave banane« smjestile su se mnoge velegradske aglomeracije i konurbacije. Najvažnije su: Liverpool-Manchester, Birmingham, Sheffield i Veliki London u Engleskoj, veza Lillea u Francuskoj te Kortrijka i Tournaija u Belgiji, belgijski "zlatni trokut" Bruxelles-Antwerpen-Gent, Randstad Holland u Nizozemskoj (Amsterdam-Rotterdam-Den Haag), Ruhr (Köln-Bonn-Düsseldorf-Essen), Rhein-Main (Frankfurt am Main-Mainz), Mittelrhein (Mannheim-Neckar) i Stuttgart u Njemačkoj, francusko-njemački sustav Strasbourg-Ortenau, metropolitanske regije Basela i Züricha u Švicarskoj te talijanski industrijski trokut Milano-Torino-Genova.